# Katastrofa lotu Martinair 138
Katastrofa lotu Martinair 138 – katastrofa lotnicza, do której doszło 4 grudnia 1974 o 22:15 czasu miejscowego w miejscowości Maskeliya na Sri Lance. W katastrofie zginęło 191 osób, czyli wszystkie osoby znajdujące się na pokładzie amerykańskiego samolotu Douglas DC-8, należącego do holenderskich linii lotniczych Martinair, wyczarterowanego do lotów z Indonezji do Dżuddy. Przyczyną katastrofy było zbyt wczesne zejście na niski pułap i zderzenie się maszyny z górą około 70 km na południowy wschód od lotniska docelowego.

## Samolot
Maszyną obsługującą lot 138 był McDonnell Douglas DC-8-55CF (nr rej. PH-MBH) o numerze seryjnym 45818/242. Samolot został wyprodukowany w 1966 i wylatał 35613 godzin.

## Przebieg lotu
Maszyna obsługiwała czarterowy lot z Surabaji do Dżuddy, z międzylądowaniem na Sri Lance. Pasażerami byli indonezyjscy pielgrzymi wybierający się do Mekki. O godzinie 22 czasu lokalnego załoga dostała zgodę na zniżanie z wysokości przelotowej na wysokość 15000 stóp. 8 minut później załoga dostała zgodę na zniżanie do 5000 stóp oraz nakaz zgłoszenia minięcia pułapu 8000 stóp. O godzinie 22:14 załoga dostała zgodę na zniżanie do 2000 stóp oraz lądowanie na pasie 04. Załoga następnie miała zgłosić przelot nad radiolatarnią lub to że widzi pas. Niecałą minutę później odrzutowiec uderzył w górę na wysokości 1327 m (4354 stóp). Zginęło wszystkie 191 osób na pokładzie. Śledztwo wykazało, że przyczyną wypadku było zejście poniżej bezpiecznej wysokości, spowodowane błędną identyfikacją swojej pozycji.